# Alles für die Firma (1950)
Alles für die Firma ist ein deutscher Filmschwank aus dem Jahre 1950 von Ferdinand Dörfler mit Erhard Siedel, Viktor Staal und Wilfried Seyferth in den Hauptrollen. Der Geschichte liegt der gleichnamige Roman von Bernhard Lamey zugrunde.

## Handlung
Maximilian Schall hat sich seinem Namen verpflichtet gefühlt und vertreibt in seinem eigenen Geschäft Schallplatten. Doch die Umsätze sind ziemlich mau, und daher strebt er eine Fusion mit seinem besser aufgestellten Konkurrenten Herrn Knesing an. Zu den Geschäftsverhandlungen will er jedoch nicht selbst erscheinen, denn am Vorabend ist ihm in einer Bar ein Malheur passiert: Ausgerechnet dem Partner in spe hatte er in einem Streit eine schallende Ohrfeige gegeben, ohne dass er wusste, um wen es sich da handelt! So schickt Schall lieber seinen ihm von der (pausbäckigen) Physiognomie nicht unähnlichen Sekretär Peter Immermann vor, um ihn in seinem Namen zu vertreten. Der Stellvertreter legt dabei einiges Geschick an den Tag, muss allerdings noch so manch vertrackte Situation meistern, ehe Peter die hübsche Tochter seines Chefs, Monika Schall, heimführen kann.

## Produktionsnotizen
Alles für die Firma entstand zum Jahresbeginn 1950 im Filmatelier München-Geiselgasteig sowie in München (Außenaufnahmen). Die Uraufführung erfolgte am 28. Juni 1950 in der bayerischen Landeshauptstadt, die Berliner Premiere war am 2. August desselben Jahres
Produzent Richard König übernahm auch die Produktionsleitung. Max Mellin gestaltete die Filmbauten, Hermann Kugelstadt war Regieassistent.

## Kritik
Im Lexikon des Internationalen Films urteilte: „Klischeehaftes Verwechslungslustspiel samt Liebesgeschichte, immerhin mit flottem Tempo serviert.“